# Montipora patula
Montipora patula là một loài san hô trong họ Acroporidae. Loài này được Verrill mô tả khoa học năm 1864.